# ヒースロー・ターミナル4駅 (ロンドン地下鉄)

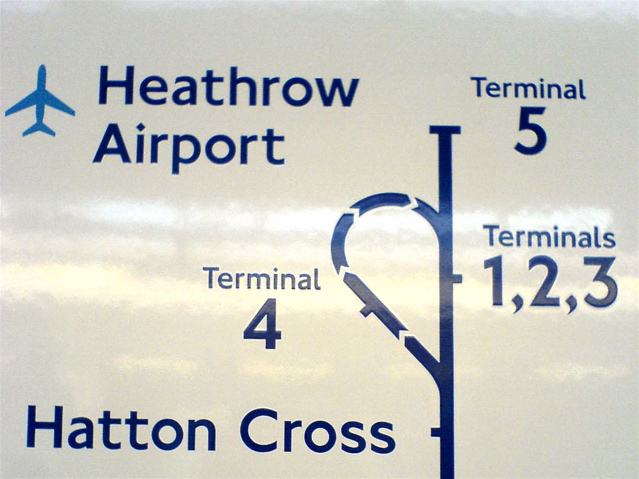
ターミナル5駅開業後のピカデリー線路線図。

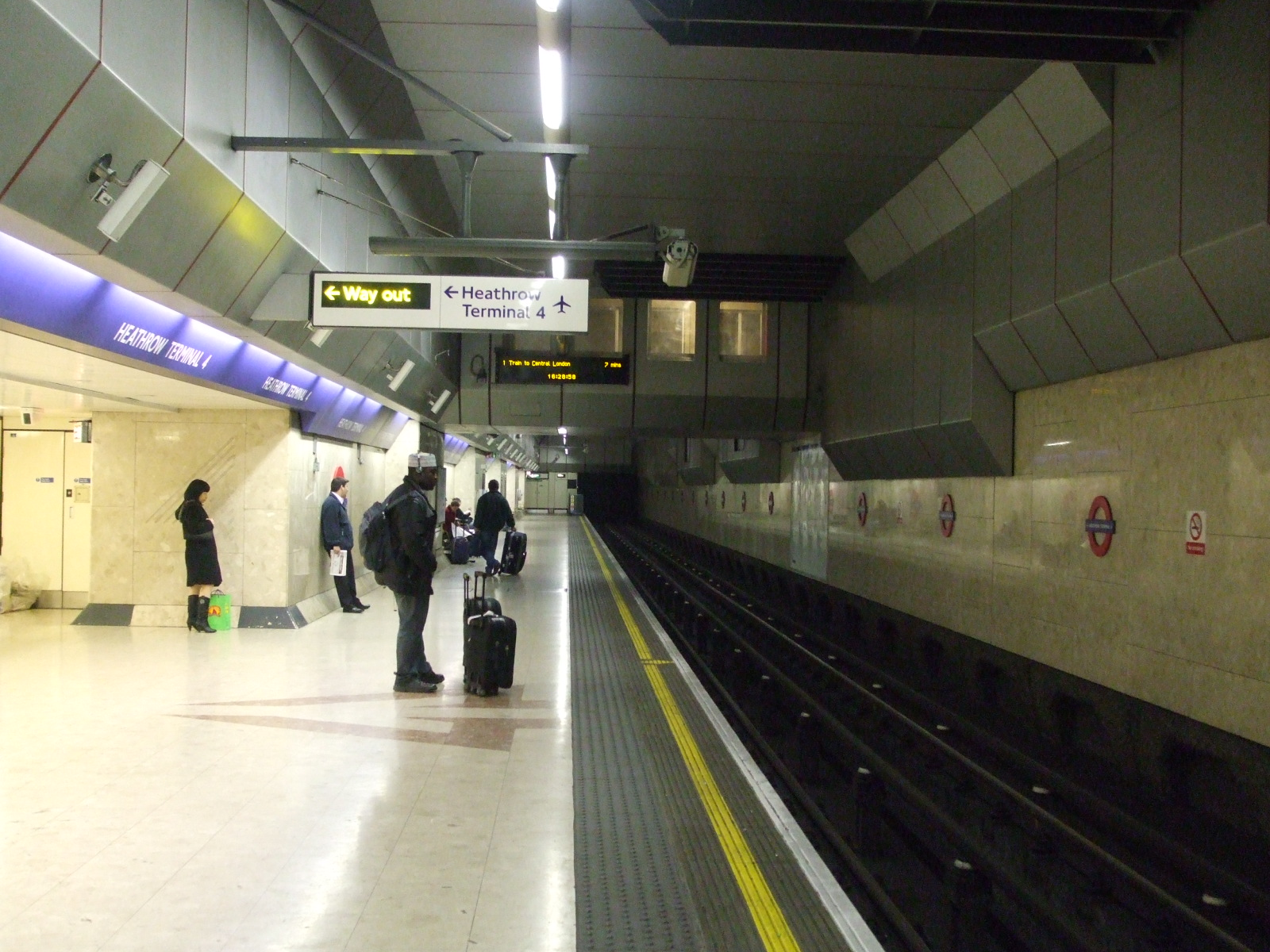
単線・一方通行の線路上にあるホーム。

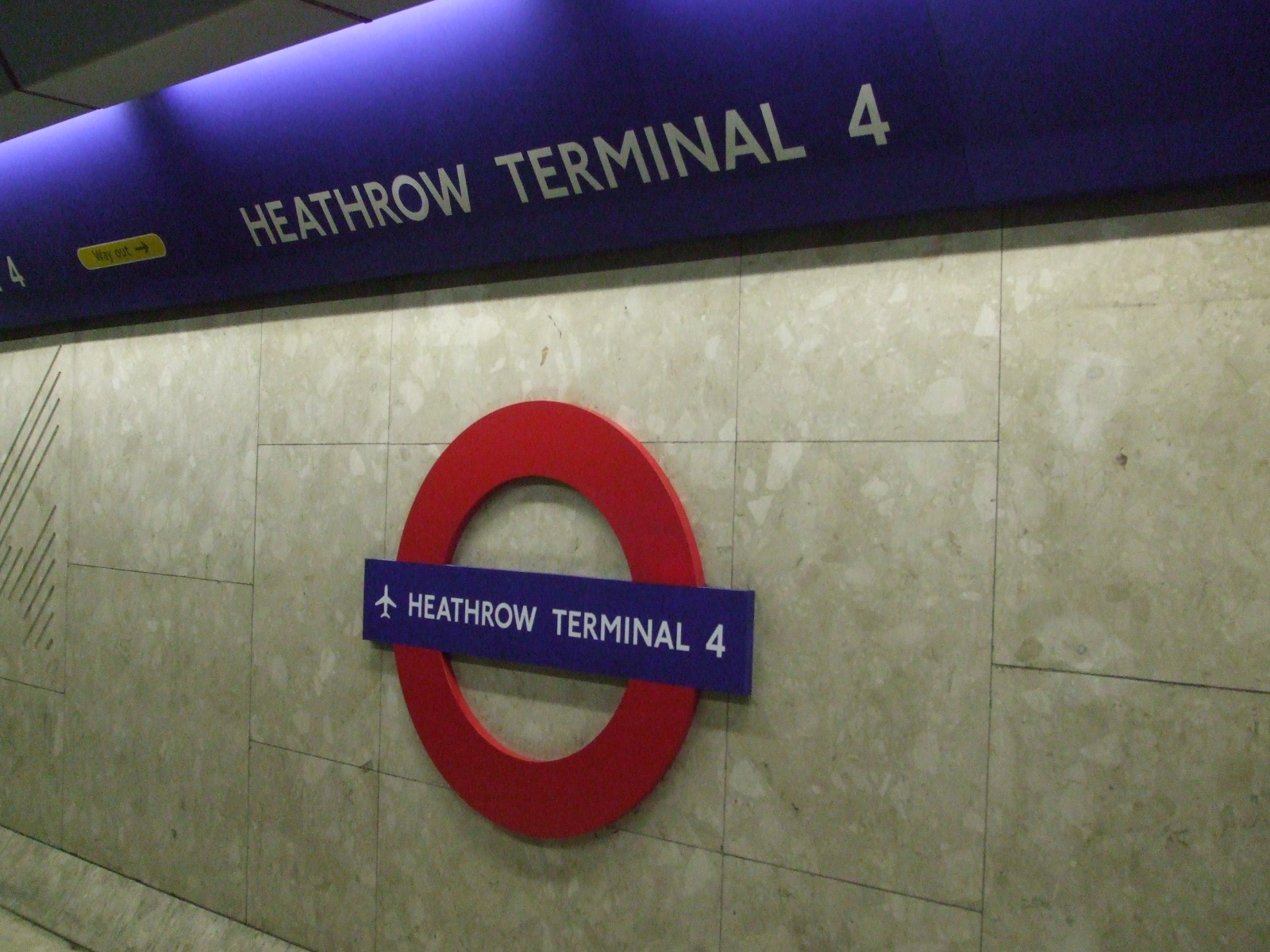
ホームのラウンデル。

ロンドン地下鉄が所有・管理するヒースロー・ターミナル4駅 (ヒースロー・ターミナル4えき、英語:Heathrow Terminal 4 tube station) は、ロンドン・ヒースロー空港内にある駅。空港ターミナル4専用のアクセス駅である。
ロンドン地下鉄ピカデリー線ヒースロー支線の駅である。この駅はトラベルカード・ゾーン6にある。
空港ターミナル4にはヒースロー・エクスプレスも乗り入れているが、この駅はヒースロー・エクスプレスのターミナル4駅とは別の駅となっている。

## 概要
ヒースロー空港の空港ターミナル4のアクセス駅。ターミナル1～3および2008年3月開業のターミナル5にはそれぞれヒースロー・ターミナルズ1,2,3駅およびヒースロー・ターミナル5駅がアクセス駅となる。
一方通行のループ線のトンネル内に位置する。この駅はロンドン地下鉄に数少ない1番線しかない駅である。
空港付近のピカデリー線の線路は、ロンドン都心方面から東隣のハットン・クロス駅を経由して東側からターミナル1・2・3駅を経由してターミナル5駅に至る複線と、ハットン・クロス駅で西方向（空港方面）行きの線路のみ単線で南に分岐して当駅を経由し、西側からターミナル1,2,3駅に至り上記の線路につながる一方通行のループ線からなる。
ピカデリー線ヒースロー支線の列車のうち半数程度は、ロンドン都心からハットン・クロス駅を過ぎたところでループ線に入り、ターミナル4駅、ヒースロー・ターミナルズ1,2,3駅を経由し、それからハットン・クロス駅、そしてロンドン都心部へと戻っていく運行ルートをとる。
残り半数は、ハットン・クロス駅から直接ターミナル1,2,3駅を経由してターミナル5駅へ至り、ここで折り返して同一経路でロンドン都心部へ戻るルートをとるため、当駅は経由しない。

### ターミナルのアクセス駅間の移動について
ヒースロー・エクスプレスはターミナルに接続する駅間は無料で利用できるようになっているのに対して、ピカデリー線はピカデリー線でヒースロー・ターミナルズ1,2,3駅とターミナル4駅の間を移動する場合には切符を買わねばならず、またターミナル1,2,3駅からターミナル4駅に直接向かう列車はない。ターミナル間を乗り継ぐ飛行機利用者は、無料でヒースロー・エクスプレスもしくは専用シャトルバスを利用できる。

## 歴史

### 開業
この駅は1986年4月12日にその直近に開業した空港ターミナル4へのアクセスのために開業した。この際、既にあった東側のロンドン都心からハットン・クロス駅を経由して西の終点ヒースロー・ターミナルズ1,2,3駅に至る線路から、ハットン・クロス駅の西側で単線の線路が西方向に分岐し、ターミナルズ1,2,3駅の西側に接続してループ線を構成する形で建設された。
2005年1月7日、新しく建設されるヒースロー・ターミナル5駅への分岐線との分岐点を建設するため、ループ線とターミナル4駅は一時的に営業休止した。ターミナル4駅が開業する以前は全ての列車がハットン・クロス駅から西行き線路を走行して直接ヒースロー・ターミナルズ1,2,3駅に向かい、そこで折り返していたが、一時的にその形に戻った。ヒースロー・ターミナル4駅を利用する旅客のためにシャトルバスがハットン・クロス駅から運行された。この状況は、工事および駅の各所に新しい安全対策および旅客案内設備の設置が完成した後に、ループ線および駅が再開する2006年9月17日まで続いた。

## 隣の駅
ロンドン交通局
ロンドン地下鉄
■ピカデリー線
ヒースロー支線
ヒースロー・ターミナルズ1,2,3駅 - ヒースロー・ターミナル4駅 - ハットン・クロス駅